# Saint Mark (Grenada)
Saint Mark jest jedną najmniejszą parafią Grenady. Jej stolicą jest Victoria. 

## Topografia
Na terenie parafii Saint Mark znajduje się najwyższa góra kraju - Saint Catherine oraz najwyższy wodospad - Tufton Hall.